# Monochamus burgeoni
Monochamus burgeoni là một loài bọ cánh cứng trong họ Cerambycidae.